# 蒋志平
蔣志平（1915年11月12日—2017年3月31日），江蘇省涟水县人，中華民國教育家。

## 興學
1970年因中華民國政府積極發展工業，有賴各界協助工業技術人才培育，遂有興學報國之心願，乃集資籌設私立東南工業專科學校。1976年因私立德育護理專科學校發生財務困難，不忍學生受教權受損，立即籌措應急款項及各項資源協助之下，隔年順利招生。1997年起為報效家鄉，在江蘇漣水縣創辦蔣莊小學、蔣莊中學和南門小學、縣青少宮及炎黃職業技術學院，乃當時兩岸教育界的楷模。

## 生平
1915年11月12日出生于江蘇漣水李集鄉蔣莊。1949年10月移居臺灣，2017年3月31日22時02分在臺北逝世，享嵩壽102歲。

## 職務及頭銜
- 私立東南工業專科學校創辦人暨董事長（臺灣新北市深坑區）
- 私立德育護理專科學校延辦人暨董事長（臺灣基隆市）
- 炎黃職業技術學院創辦人（中國江蘇省漣水縣）
- 蔣莊小學、蔣莊中學和南門小學及縣青少宮創辦人（中國江蘇省漣水縣）

1. ↑  .   [2017-04-06]. （原始内容存档于2017-04-07）.